# Gabry Ponte Selection 2K14
Gabry Ponte Selection 2K14 è una compilation del deejay e produttore discografico Gabry Ponte, uscito il 29 aprile 2014. L'album è composto da venti tracce: remix, inediti, grandi successi e l'ultimo singolo La fine del mondo con la collaborazione di Danti e Roofio alias Two Fingerz, un brano che ha ricevuto una buona accoglienza nella classifica relativa alle canzoni più scaricate in Italia.

## Tracce
1. La fine del mondo – Gabry Ponte feat. Two Fingerz
2. L'anima Vola – Gabry Ponte Remix – Elisa
3. Snow White (Alive) – Muttonheads feat. Eden Martin
4. Scream – Emanuel Nava & Gabry Ponte
5. Before The End – Spyne, Palmieri, Gabry Ponte feat. Kenny Ray
6. Riot – Nicolaz feat. Angelika Vee
7. Flashlight – R3hab & Deorro
8. Under Control – Calvin Harris & Alesso feat. Hurts
9. Pullover – Mightyfools & Niels van Gogh
10. Skyride – Gabry Ponte Feat. Zhana
11. Tripod – Mark Sixma & Faruk Sabanci
12. Metronome – Luke At
13. Eiforya – Armin Van Buuren & Andrew Rayel
14. Raveology – DVBBS & Vinai
15. Lovely On My Hand 2k14 – Dorotea Mele vs. Gabry Ponte
16. Sunshine Girl – Amii Stewart feat. Gabry Ponte
17. Hold That Sucker Down – Jerome Isma-Ae
18. Fall In Love – Dj Matrix & Gabry Ponte
19. Coca Loca – Anthony Louis feat. Luciouz
20. Timber – Pitbull feat. Ke$ha